# Angelika Mettke
Angelika Mettke (geboren vor 1956) ist eine deutsche Bauingenieurin und Hochschullehrerin. Für ihre Verdienste um Erforschung und praktische Umsetzung von Baustoffrecycling insbesondere von Beton wurde sie 2016 mit dem Deutschen Umweltpreis ausgezeichnet.

## Ausbildung
Angelika Mettke absolvierte von 1968 bis 1971 eine Lehre im Wohnungs- und Tiefbaubaukombinat Cottbus, die sie als Bauzeichnerin mit Abitur abschloss. 1971 schrieb sie sich für ein Studium Technologie der Bauproduktion an der Ingenieurhochschule Cottbus ein, das sie 1975 als Hochschulingenieurin (IHS) beendete.
1977 erwarb sie an der Hochschule für Bauwesen Cottbus (HfB) den Titel Diplomingenieurin/Bauingenieurin, das Thema ihrer Diplomarbeit war Herstellung eines Betons größtmöglicher Festigkeit.

## Karriere und Forschungsschwerpunkte
1977 wurde Angelika Mettke Wissenschaftliche Assistentin an der IHS bzw. HfB Cottbus, nach der Wende 1989 an der
Brandenburgische Technische Universität (BTU) Cottbus. Von 1992 bis 1994 war sie am Aufbau der neuen Fakultät für Umweltwissenschaften und Verfahrenstechnik an der BTU beteiligt.
1994 promovierte sie zur Dr.-Ing., das Thema ihrer Dissertation war Erarbeitung von Entscheidungshilfen für die Vorbereitung von Rekonstruktionsmaßnahmen in der Industrie zur Wiederverwendung von Bauelementen und Bauwerksteilen. Von 1994 an hatte sie die kommissarische Leitung der Abteilung Baustoff-Neuwerttechnik, 2001 wurde sie Fachgruppenleiterin Bauliches Recycling an der BTU Cottbus.
Sie habilitierte sich 2010 zur Dr.-Ing. habil. mit dem Thema Material- und Produktrecycling – am Beispiel von Plattenbauten und wurde 2015 zur
apl. Professorin berufen.

### Baustoffrecycling

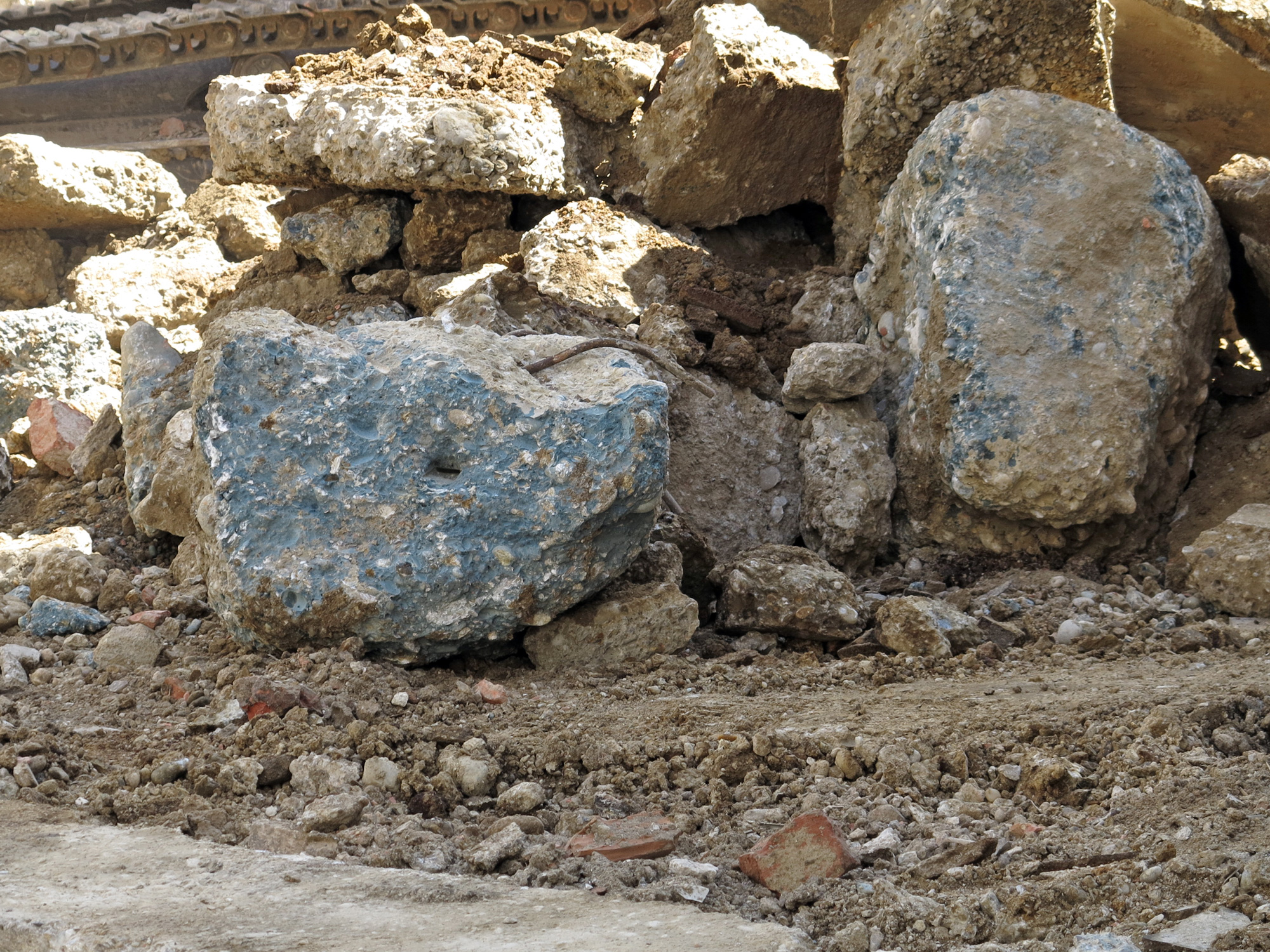
Beton beim Abbruch eines Hausfundamentes

Mettkes Schwerpunktgebiet Baustoff-Recycling beschäftigt sich mit der Vermeidung, Verminderung und hochwertigen Verwertung von Bau- und Abbruchabfällen. Hierzu zählt der Abbruch bzw. Rückbau sowie die Option zur hochwertigen, umweltverträglichen Nachnutzung von in Recycling-Anlagen aufbereiteten Baumaterialien zur stofflichen Verwertung und der Wieder- und Weiterverwertung gebrauchter Bauteile.
Im Zentrum der Forschung stehen vor allem mineralische Rohstoffe, wobei Stoffströme und Lebenszyklen untersucht werden. Die unter dem Stichwort Urban Mining zusammengefassten Maßnahmen sollen zu einer Verminderung der Umweltbelastung und einer Reduzierung benötigter Mengen und Kosten führen.
National und international koordinierte Forschungsprojekte haben eine Kreislaufwirtschaft für Baumaterialien ohne Werteverluste und Nachhaltigkeit zum Ziel.
Bauschutt fällt mengenmäßig v. a. im Hochbau an, in Deutschland bis zu 60 Mio. t pro Jahr. Auf der anderen Seite werden in der Natur jährlich über 500 Mio. t Rohstoffe abgebaut, die zu einem großen Anteil wieder im Hochbau eingesetzt werden. Bauschutt wird seit über 30 Jahre gütegeprüft und zertifiziert recycelt. Die bautechnisch hochwertigen und umweltverträglich hergestellten Recyclat-Baustoffe wurden lange – z. T. auch wg. einschränkender Ausschreibungsrichtlinien – nur in geringen Mengen wieder zur Betonherstellung eingesetzt, obwohl sich sowohl bei der Produktion wie auch dem Transport gegenüber Neu-Baustoffen erhebliche Mengen an Ressourcen und Energie und damit auch CO2-Emissionen einsparen lassen.
Mettke favorisiert jedoch, wo dies möglich ist, Bauteile in Gänze wiederzuverwenden, z. B. Betonelemente bei Rückbaumaßnahmen aus Plattenbauten. In einer einzigen Deckenplatte stecke beispielsweise so viel Energie, wie eine dreiköpfige Familie in einem halben Jahr an Energie im Haushalt verbraucht.

### Ehrenämter
Angelika Mettke ist seit 1998 Leiterin des Fachausschusses Bau- und Bodenabfälle der Deutschen Vereinigung für Wasserwirtschaft, Abwasser und Abfall e.V. (DWA). Sie ist seit 2006 Mitglied im „Kompetenzteam Bundesgütegemeinschaft Recyclingbaustoffe e.V.“. Seit 2009 arbeitet sie im Richtlinienausschuss des VDI 6210 „Abbruch und Rückbau von baulichen und technischen Anlagen“ mit.

## Ehrungen
- 2016 Deutscher Umweltpreis gemeinsam mit dem Baustoff-Recycling-Unternehmer Walter Feeß aus den Händen des deutschen Bundespräsidenten Joachim Gauck[1]

## Privates
Angelika Mettke ist verheiratet und hat einen Sohn und eine Tochter.

## Ausgewählte Veröffentlichungen
- mit A. Hentschel: Pilotprojekt aus Recycling-Beton – Die neue Umweltstation der Stadt Würzburg in Ingenieurbaukunst 2022, S. 58–65, Bundesingenieurkammer (Hrsg.), Dezember 2021, ISBN 978-3-433-03359-3
- mit A. Kühlen et al.: Improvement of immission protection in demolition work by means of planning support and monitoring | Verbesserung des Immissionsschutzes bei Abbrucharbeiten durch Planungsunterstützung und -überwachung in Technische Sicherheit, 2015, 5(7-8), S. 36–41
- mit L. Messari-Becker et al.: Recycling concrete in practice – A chance for sustainable resource management in Structural Concrete, 2014, 15(4), S. 556–562